# 常陸宮
常陸宮是昭和天皇的第二皇子正仁親王之宮號。日本皇室現存的宮家之一，在1964年（昭和39年）9月30日因正仁親王和津輕華子成婚而創設，是戰後最初創設的宮家。

## 概略
「常陸宮」的宮號由來，是取自太古到江戶時代末期由親王擔任國司的親王任國之一的「常陸國」（現在的茨城縣）。
現當主是正仁親王，因親王無子女，根據現在的皇室典範，未來正仁親王和华子妃離世後將會絕家。

## 宫邸
常陸宮的宅邸是位於東京都澀谷區東的常盤松御用邸，係唯一宅邸不在赤坂御用地的宮家。

## 成员
| 名称           | 读音 | 出生日期       | 皇位继承顺序 | 摄政就任顺序 | 加入时间   |
| -------------- | ---- | -------------- | ------------ | ------------ | ---------- |
| 正仁亲王       |      | 1935年11月28日 | 第3位        | 第3位        | 1964年创设 |
| 正仁亲王妃华子 |      | 1940年7月19日  |              |              | 1964年嫁入 |

## 外部連結
- 常陸宮家のご活動 - 宮内庁 （页面存档备份，存于）